# The Blues Is Alive and Well
《The Blue Is Alive and Well》은 미국의 블루스 음악가 버디 가이의 열여덟 번째 스튜디오 음반이다. 2018년 6월 15일, RCA 레코드를 통해 발매되었다.
《The Blue Is Alive and Well》은 제61회 그래미 어워드에서 최우수 전통 블루스 음반상을 수상했다.
키스 리처즈와 제프 벡은 〈Cognac〉에서 기타를 연주하고 믹 재거는 〈You Did the Crime〉에서 하모니카를 연주한다. 앞면 커버 사진은 1936년 가이가 태어난 루이지애나주 렛츠워스 1번 고속도로에서 척 란자에 의해 찍혔다.

## 배경
롤링 스톤스의 믹 재거와 키스 리처즈, 게다가 제프 벡이라고 하는 영국인 게스트를 맞이하고 있어 가이는 "영국인이 머디 워터스에 대해 품은 경의에 은의를 느꼈다고나 할까, 우리 음악이 죽으려던 1960년대 롤링 스톤스를 비롯한 영국 패거리들이 세계를 블루스로 깨웠다"고 말했다. 〈Cognac〉 가사에는 1983년 사망한 머디 워터스를 추모하며 게스트인 리처즈, 벡과의 술을 즐기는 대목이 담겨 있다.
음반 발매에 앞서 2018년 5월 23일에는 소니 보이 윌리엄슨 2세의 커버 〈Nine Below Zero〉가 첫 번 싱글로 발매되었고, 5월 30일에는 제임스 베이를 게스트로 맞이한 두 번째 싱글 〈Blue No More〉가 발매되었다.

## 곡 목록
모든 곡들은 특별한 언급이 없는 한 리처드 플레밍과 톰 햄브리지에 의해 작사/작곡하였다.
| #   | 제목                                    | 작사·작곡                   | 재생 시간 |
| --- | --------------------------------------- | --------------------------- | --------- |
| 1.  | 〈A Few Good Years〉                    |                             | 4:47      |
| 2.  | 〈Guilty as Charged〉                   |                             | 3:20      |
| 3.  | 〈Cognac〉 (Feat. 키스 리처즈, 제프 벡) | 버디 가이, 플레밍, 햄브리지 | 5:22      |
| 4.  | 〈The Blues Is Alive and Well〉         | 게리 니콜슨, 햄브리지       | 5:13      |
| 5.  | 〈Bad Day〉                             | 맥 데이비스, 햄브리지       | 3:18      |
| 6.  | 〈Blue No More〉 (Feat. 제임스 베이)    | 제이미 존슨, 햄브리지       | 3:39      |
| 7.  | 〈Whiskey for Sale〉                    | 햄브리지                    | 4:02      |
| 8.  | 〈You Did the Crime〉 (Feat. 믹 재거)   |                             | 6:53      |
| 9.  | 〈Old Fashioned〉                       | 가이, 햄브리지              | 3:57      |
| 10. | 〈When My Day Comes〉                   | 빌 스위니, 햄브리지         | 4:38      |
| 11. | 〈Nine Below Zero〉                     | 소니 보이 윌리엄슨 2세      | 6:19      |
| 12. | 〈Ooh Daddy〉                           |                             | 3:17      |
| 13. | 〈Somebody Up There〉                   |                             | 4:27      |
| 14. | 〈End of the Line〉                     |                             | 3:25      |
| 15. | 〈Milking Muther for Ya〉               | 가이                        | 0:57      |